# 織田長猷

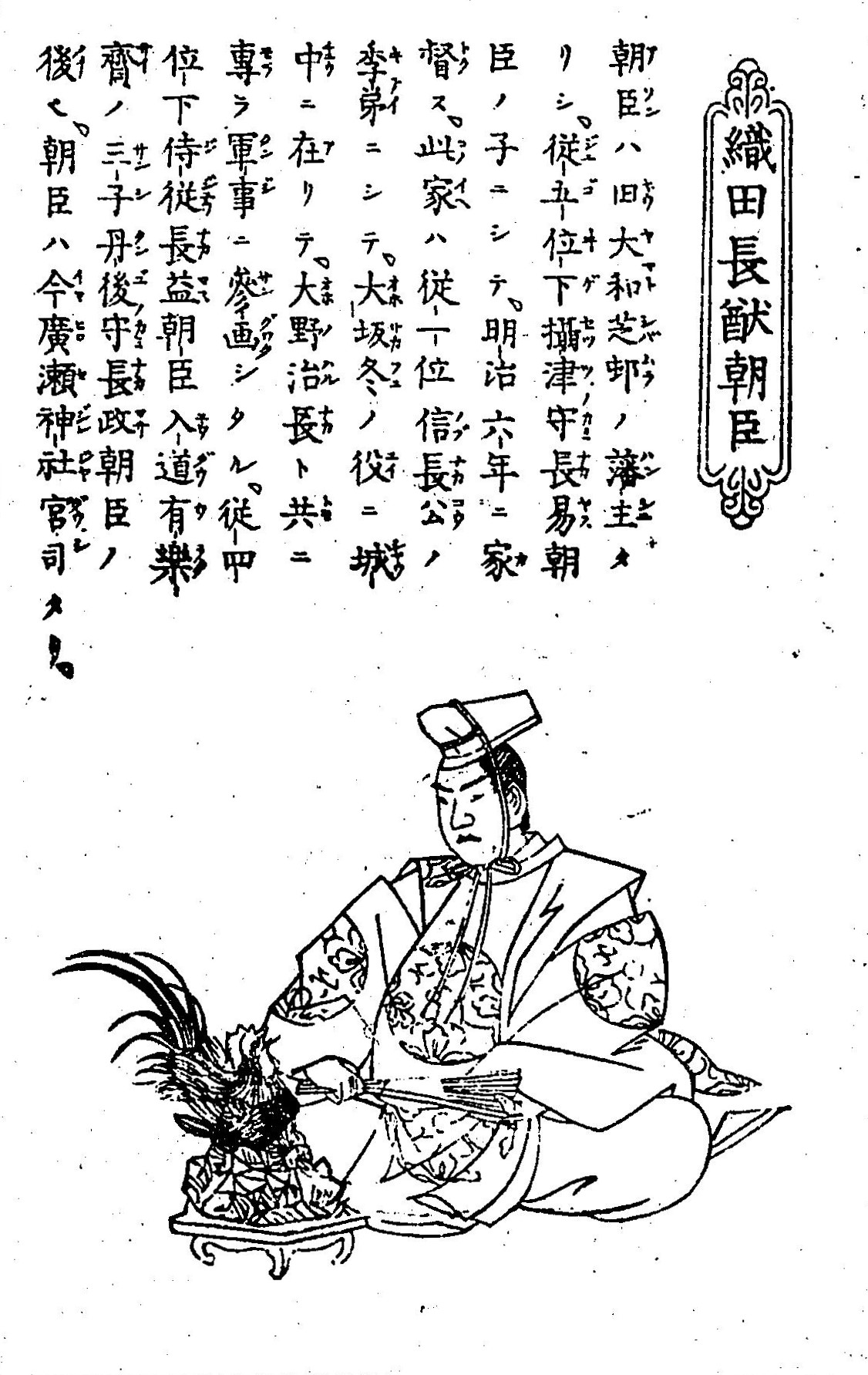
『武家華族名誉伝　下』

織田 長猷（おだ ながみち、嘉永5年7月21日（1852年9月4日） - 明治13年（1880年）6月30日）は、大和芝村藩最後の藩主織田長易の長男。通称は敬之助。官位は従五位。

## 生涯
嘉永5年（1852年）7月21日誕生。明治3年（1870年）6月14日、織田信陽の七女己酉子と結婚する。明治6年（1873年）3月24日、家督を相続する。同年3月30日、従五位に叙任する。明治9年（1876年）8月31日、慶應義塾に入校する。入校に際しての保証人は織田信及であった。明治13年（1880年）6月、広瀬神社宮司となるが、同月30日に29歳で死去した。墓所は奈良県の慶田寺。
妻の己酉子は夫の死後、離籍した。子女はいない。弟長純が家督を相続した。